# Liste des maires de Niort
Cet article dresse une liste par ordre de mandat des maires de Niort.

## Liste des maires

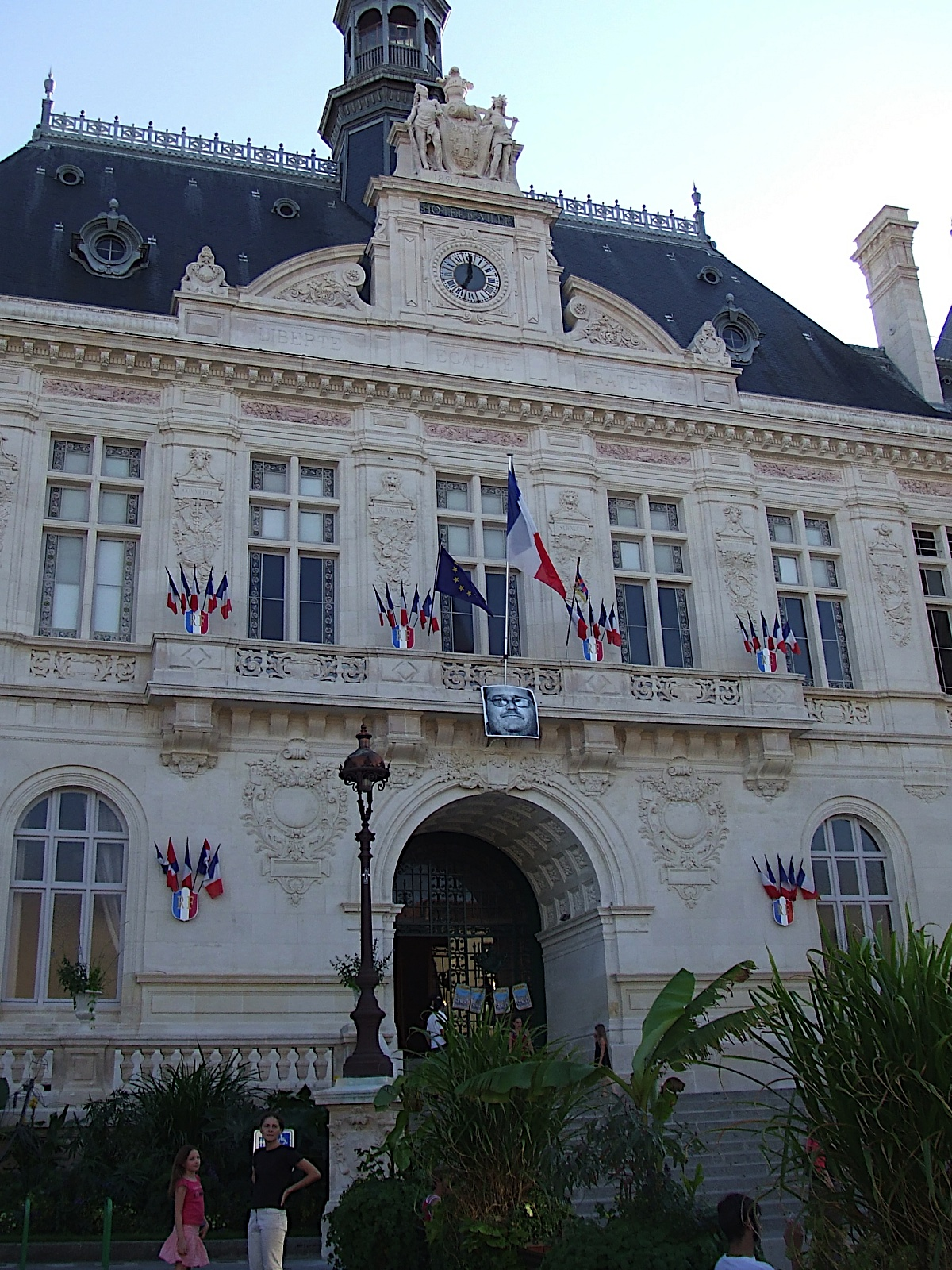
L'hôtel de ville de Niort.

| Période                                  | Période          | Identité                          | Étiquette | Qualité                                                                     |
| ---------------------------------------- | ---------------- | --------------------------------- | --------- | --------------------------------------------------------------------------- |
| Les données manquantes sont à compléter. |                  |                                   |           |                                                                             |
| 1307                                     |                  | Thomas Bachisme                   |           |                                                                             |
| 1318                                     |                  | Jean Vilain                       |           |                                                                             |
| 1325                                     |                  | Jean Vilain                       |           |                                                                             |
| 1331                                     |                  | Pierre Sarrazin                   |           |                                                                             |
| 1336                                     |                  | Pierre Sarrazin                   |           |                                                                             |
| 1341                                     |                  | Guillaume de Moreillon            |           |                                                                             |
| 1347                                     |                  | Pierre Percechausse               |           |                                                                             |
| 1349                                     |                  | Guillaume Voysin                  |           |                                                                             |
| 1356                                     |                  | Pierre Percechausse               |           |                                                                             |
| 1357                                     |                  | Jean Sarrazin                     |           |                                                                             |
| 1367                                     |                  | Jean Senné                        |           |                                                                             |
| 1369                                     |                  | Pierre Percechausse               |           |                                                                             |
| 1371                                     |                  | Jean Senné                        |           |                                                                             |
| 1373                                     |                  | Guillaume Bonnyot                 |           |                                                                             |
| 1377                                     |                  | Jean Manceau                      |           |                                                                             |
| 1383                                     |                  | Jean Buffeteau                    |           |                                                                             |
| 1385                                     |                  | Pierre Sarrazin                   |           |                                                                             |
| 1396                                     |                  | Jean Couteau                      |           |                                                                             |
| 1397                                     |                  | Guillaume Bonnyot                 |           |                                                                             |
| 1400                                     | 1401             | Jean Langlois                     |           |                                                                             |
| 1402                                     |                  | Jean Chardon                      |           |                                                                             |
| 1404                                     |                  | Jean Chardon                      |           |                                                                             |
| 1405                                     |                  | Guillaume Coiquet                 |           |                                                                             |
| 1406                                     | 1410             | Guillaume Laydet                  |           |                                                                             |
| 1411                                     |                  | Jean Langlois                     |           |                                                                             |
| 1415                                     |                  | Jean Amoureux                     |           |                                                                             |
| 1420                                     |                  | Guillaume Pignoux                 |           |                                                                             |
| 1425                                     |                  | M. Arnaud                         |           |                                                                             |
| 1427                                     |                  | Jean Jau                          |           |                                                                             |
| 1428                                     |                  | Pierre de Bennez                  |           |                                                                             |
| 1429                                     |                  | Jean Benest                       |           |                                                                             |
| 1434                                     |                  | Guillaume Laydet                  |           |                                                                             |
| 1440                                     |                  | Jean de Veilleseigle              |           |                                                                             |
| 1442                                     |                  | Jean Martin                       |           |                                                                             |
| 1443                                     |                  | Jean Bastier                      |           | Seigneur de la Mortmartin                                                   |
| 1444                                     |                  | Jean Galemit                      |           |                                                                             |
| 1451                                     |                  | Élie Faure                        |           |                                                                             |
| 1452                                     |                  | Jean Galemit                      |           |                                                                             |
| 1454                                     |                  | Jean Laydet                       |           |                                                                             |
| 1455                                     |                  | Guillaume Laydet                  |           | Seigneur de Pélouailles                                                     |
| 1456                                     |                  | Jean Yver                         |           |                                                                             |
| 1457                                     |                  | Pierre Taveau                     |           |                                                                             |
| 1458                                     |                  | Jean Jau                          |           |                                                                             |
| 1460                                     |                  | Pierre Laydet                     |           |                                                                             |
| 1461                                     |                  | Hugues Fouchier                   |           |                                                                             |
| 1476                                     |                  | Pierre Paen                       |           | Seigneur de Chauray                                                         |
| 1478                                     |                  | Jean Jourdain                     |           |                                                                             |
| 1479                                     |                  | Hugues Berland                    |           |                                                                             |
| 1480                                     |                  | Guillaume Bourguignon             |           | Seigneur de Beauregard                                                      |
| 1483                                     |                  | Pierre de la Roche                |           | Seigneur de la Goupillière                                                  |
| 1486                                     |                  | Guillaume Charbonneau             |           |                                                                             |
| 1487                                     |                  | Jean Laydet                       |           | Seigneur de Raimbault                                                       |
| 1488                                     |                  | Hugues Berland                    |           | Seigneur des Groix                                                          |
| 1489                                     |                  | Guillaume Taveau                  |           |                                                                             |
| 1490                                     |                  | Pierre de la Roche                |           | Seigneur de la Goupillière                                                  |
| 1491                                     |                  | Jean Maynier                      |           | Seigneur de Romagné                                                         |
| 1492                                     |                  | Jean Laydet                       |           | Seigneur de Raimbault et de la Grange-Laydet                                |
| 1493                                     |                  | Jean Jau                          |           |                                                                             |
| 1494                                     |                  | Odet Jourdain                     |           |                                                                             |
| 1496                                     |                  | Guillaume Taveau                  |           |                                                                             |
| 1498                                     |                  | Jean Richier                      |           | Seigneur du Teil                                                            |
| 1499                                     |                  | Guillaume Tarquex                 |           | Seigneur des Fontaines                                                      |
| 1500                                     | 1501             | Étienne de Villiers               |           | Seigneur de Prinçay                                                         |
| 1502                                     |                  | Gervais Yver                      |           | Seigneur de l'Ouche-Moreau                                                  |
| 1503                                     |                  | Jean Berthelin                    |           | Seigneur d'Aiffres                                                          |
| 1508                                     |                  | Jean de Saint-Martin              |           | Seigneur de la Chauvinière                                                  |
| 1509                                     |                  | Jacques Berland                   |           | Seigneur de Saint-Médard                                                    |
| 1510                                     |                  | Philippe Laydet                   |           | Seigneur de Raimbault                                                       |
| 1511                                     |                  | Étienne de Villiers               |           | Seigneur de Prinçay                                                         |
| 1512                                     |                  | Guillaume de Veilleseigle         |           | Seigneur de Rat-qui-dort et des Jacquetières                                |
| 1513                                     | 1514             | Jacques Yver                      |           | Seigneur de Plaisance et de la Bigotterie                                   |
| 1515                                     | 1516             | Jean Jouslard                     |           | Seigneur de Pransac et Mortefond                                            |
| 1523                                     |                  | Jacques Laurens                   |           | Seigneur de Beaulieu                                                        |
| 1525                                     |                  | Guillaume de Veilleseigle         |           | Seigneur de Rat-qui-dort et des Jacquetières                                |
| 1526                                     |                  | Étienne de Villiers               |           | Seigneur de Prinçay                                                         |
| 1528                                     |                  | François Guilhon                  |           | Seigneur de l'Autremont                                                     |
| 1529                                     |                  | Jacques Berland                   |           | Seigneur de Saint-Médard                                                    |
| 1530                                     |                  | Jean Jouslard                     |           | Seigneur de Pransac                                                         |
| 1531                                     |                  | Jean de Saint-Martin              |           | Seigneur de la Chauvinière                                                  |
| 1532                                     |                  | Antoine Sinson                    |           |                                                                             |
| 1533                                     |                  | Jacques Laurens                   |           | Seigneur de Beaulieu                                                        |
| 1534                                     |                  | Guillaume Tarquex                 |           | Seigneur de la Règle et de Boisbertier                                      |
| 1535                                     |                  | Guillaume de Veilleseigle         |           | Seigneur de Rat-qui-dort et des Jacquetières                                |
| 1536                                     |                  | Philippe Berland                  |           | Seigneur de la Guittonière                                                  |
| 1537                                     |                  | Jacques Jau                       |           | Seigneur de Boisjard et de Chantigné                                        |
| 1538                                     |                  | Jean Pelletier                    |           | Seigneur de la Tranchée                                                     |
| 1539                                     |                  | Jacques de Béchillon              |           | Seigneur d'Irleau et de Vallans                                             |
| 1540                                     |                  | Bertrand Bourguignon              |           | Seigneur de Beauregard et de la Barbarie                                    |
| 1541                                     |                  | Guy de Villiers                   |           | Seigneur de Martigné et du Plessis                                          |
| 1542                                     |                  | Pierre Allery                     |           | Seigneur de Chanoilleau et de Souché                                        |
| 1543                                     |                  | François Perrin                   |           | Seigneur de Brétignolles                                                    |
| 1544                                     |                  | Jacques Berthelin                 |           | Seigneur d'Aiffres                                                          |
| 1545                                     |                  | Jacques Maboul                    |           | Seigneur de Ribray                                                          |
| 1546                                     |                  | Philippe de Villiers              |           | Seigneur de Saint-Rémy et de Prinçay                                        |
| 1547                                     |                  | Mathurin Jouslard                 |           | Seigneur de Pransac et de Mortefond                                         |
| 1548                                     |                  | François Chabot                   |           | Seigneur de la Pimpelière, Bourgneuf et Chaillé                             |
| 1549                                     |                  | Guillaume Viault                  |           | Seigneur d'Aigonnay et Sainte-Pezenne                                       |
| 1550                                     |                  | Guillaume Pastureau               |           | Seigneur de Charay et de la Grange                                          |
| 1551                                     |                  | Jean Vigier                       |           | Seigneur de la Vigne-Aventuroux et de Saint-Florent                         |
| 1552                                     |                  | Guillaume de Villiers             |           | Seigneur des Groix, de Prinçay et de Saint-Rémy                             |
| 1553                                     |                  | Jacques Maboul                    |           | Seigneur de Ribray                                                          |
| 1554                                     |                  | Pierre Mallet                     |           | Seigneur de Chizon                                                          |
| 1555                                     |                  | Mathurin Beau                     |           | Seigneur de Saint-Jacques                                                   |
| 1556                                     | mort en fonction | François Hurtebize                |           | Seigneur de Saint-Martial et du Portail                                     |
| 1556                                     |                  | Jacques Yver                      |           | Seigneur de la Bigotterie                                                   |
| 1557                                     |                  | Bertrand Rochereuil               |           | Seigneur de la Touche-Poupineau et de Pallatreau                            |
| 1558                                     |                  | Jean Hugueteau                    |           | Seigneur du Brizeau, de Bérasse et de Maurepas                              |
| 1559                                     |                  | Guillaume Brotheron               |           | Seigneur d'Autremont                                                        |
| 1560                                     |                  | François Dabillon                 |           | Seigneur de Pascouinay et la Roche                                          |
| 1561                                     | 1562             | Guillaume Joyeux                  |           | Seigneur de Bois-Joly                                                       |
| 1563                                     |                  | Jacques Maboul                    |           | Seigneur de Ribray                                                          |
| 1564                                     |                  | François Chabot                   |           | Seigneur de la Pimpelière                                                   |
| 1565                                     |                  | Amaury Bourguignon                |           | Seigneur de la Barberie                                                     |
| 1566                                     |                  | Jean Morin                        |           | Seigneur de Chef-de-Bois                                                    |
| 1567                                     |                  | François Dabillon                 |           | Seigneur de Pascouinay                                                      |
| 1568                                     |                  | Guillaume Pastureau               |           | Seigneur de Charay                                                          |
| janvier 1569                             | octobre 1569     | Jean Miget                        |           | Seigneur de Mâlemouche                                                      |
| octobre 1569                             | décembre 1569    | François Chabot                   |           | Seigneur de la Pimpelière                                                   |
| décembre 1569                            | 1570             | François Jouslard                 |           | Seigneur de Mortefond                                                       |
| 1571                                     |                  | Sébastien Gorrin                  |           | Seigneur de Salles et de Poussay                                            |
| 1572                                     |                  | Jacques Laurens                   |           | Seigneur de Beaulieu et de la Chagnée                                       |
| 1573                                     |                  | Philippe de Villiers              |           | Seigneur de Prinçay                                                         |
| 1574                                     |                  | Bonaventure Billard               |           | Seigneur de Vougné                                                          |
| 1575                                     |                  | Mathurin Jamard                   |           | Seigneur de la Bourgeoisie                                                  |
| 1576                                     |                  | Laurent Bourguignon               |           | Seigneur de Béceleuf                                                        |
| 1577                                     |                  | Philippe de Villiers              |           | Seigneur de Prinçay                                                         |
| 1578                                     |                  | Baptiste Chabot                   |           | Seigneur de Mayré                                                           |
| 1579                                     |                  | Louis de Villiers                 |           | Seigneur de Compairé et Chantemerle                                         |
| 1580                                     |                  | François Chabot                   |           | Seigneur de Bourgneuf, Chaillé et Antes                                     |
| 1581                                     |                  | François Bourguignon              |           | Seigneur de la Vergne                                                       |
| 1582                                     |                  | Guillaume Viault                  |           | Seigneur de Bégrolles et d'Aigonnay                                         |
| 1583                                     |                  | André Dabillon                    |           | Seigneur de Pascouinay, la Rochebardon et Limbaudière                       |
| 1584                                     |                  | Amaury Bourguignon                |           | Seigneur de la Barberie                                                     |
| 1585                                     |                  | Louis Laurens                     |           | Seigneur de la Mortmartin                                                   |
| 1586                                     |                  | Baptiste Chabot                   |           | Seigneur de Mayré                                                           |
| 1587                                     |                  | Mathurin Pastureau                |           | Seigneur de Veau-Moreau et de la Grange                                     |
| 1588                                     | décembre 1588    | Jacques Pastureau                 |           | Seigneur de la Roche-Cartault                                               |
| décembre 1588                            | juin 1589        | Piere Miget                       |           | Seigneur de Mâlemouche                                                      |
| 1589                                     |                  | Aubin Girault                     |           | Seigneur des Gourfailles                                                    |
| 1590                                     |                  | Saturnin Sacher                   |           | Seigneur du Fief-Coirault, de la Salle et de la Baudouinière                |
| 1591                                     |                  | Philippe Chalmot                  |           | Seigneur de la Guillarderie, de la Mothe et de la Grange                    |
| 1592                                     |                  | Joseph Audouard                   |           | Seigneur de Saint-Thibault et de la Bigotterie                              |
| 1593                                     |                  | Aubin Girault                     |           | Seigneur des Gourfailles                                                    |
| 1594                                     |                  | Jérôme Avice                      |           | Seigneur de Gallardon, de la Chaurrée de la Vigerie et de la cour de Mougon |
| 1595                                     |                  | Louis Chalmot                     |           | Seigneur de l'Aubinerie                                                     |
| 1596                                     |                  | Noël Gaude                        |           | Seigneur de l'Ane-Cuit et de la Grange                                      |
| 1597                                     |                  | Jacques Berlouin                  |           | Seigneur de la Voute                                                        |
| 1598                                     |                  | Jacques Manceau                   |           | Seigneur des Hermitants                                                     |
| 1599                                     |                  | Jérôme Avice                      |           | Seigneur de Gallardon, de la Chaurrée de la Vigerie et de la cour de Mougon |
| 1600                                     |                  | Jean Coyault                      |           | Seigneur de Santé                                                           |
| 1601                                     |                  | Jean Audouard                     |           | Seigneur de la Bigotterie, de la Grange et du Pin                           |
| 1602                                     |                  | Étienne Savignac                  |           | Seigneur de Vieux-Fourneau et de Breuillac                                  |
| 1603                                     | 1604             | Nicolas Gallet                    |           | Seigneur de la Roche et d'Isay                                              |
| 1605                                     |                  | Jacques de Villiers               |           | Seigneur de Prinçay                                                         |
| 1606                                     |                  | Pierre Rousseau                   |           | Seigneur du Mans, de la Place et des Mortiers                               |
| 1607                                     |                  | Guillaume Giraudeau               |           | Seigneur de la Pigeonnerie, de la Leu et de la Gachetière                   |
| 1608                                     |                  | André Coyault                     |           | Seigneur de Santé et de Sainte-Marie                                        |
| 1609                                     |                  | André Dabillon                    |           | Seigneur de la Limbaudière, des Touches-Taupinières et de Champonnier       |
| 1610                                     |                  | Jérôme Sacher                     |           | Seigneur de la Salle, du Bourgeron et de la Berlière                        |
| 1611                                     |                  | Pierre Symon                      |           | Seigneur de la Touche                                                       |
| 1612                                     |                  | Jacques Manceau                   |           | Seigneur de l'Aiffrerie, de la Renaudière, de Boissoudan                    |
| 1613                                     |                  | Jean Bastard                      |           | Seigneur de la Melaisière et de Bégrolles                                   |
| 1614                                     |                  | Étienne Savignac                  |           | Seigneur de Vieux-Fourneau                                                  |
| 1615                                     |                  | Pierre Viault                     |           | Seigneur d'Aigonnay, de la Clairvaudière et du Breuillac                    |
| 1616                                     |                  | Jean Regnault                     |           | Seigneur de Rancogne, de Montbrun et de Vinerville                          |
| 1617                                     |                  | François Dabillon                 |           | Seigneur de la Nouhe et de la Limbaudière                                   |
| 1618                                     |                  | Jacques Gracien                   |           | Seigneur des Gerbaudières et de la Salle                                    |
| 1619                                     |                  | Pierre Thibault                   |           | Seigneur de la Roche d'Allerit                                              |
| 1620                                     |                  | Jacques Berlouin                  |           | Seigneur de la Voûte                                                        |
| 1621                                     |                  | François Angevin                  |           | Seigneur de Vieux-Moulin, de Fougère et de la Revêtizon                     |
| 1622                                     |                  | Antoine Chargé                    |           | Seigneur de la Crespelière                                                  |
| 1623                                     |                  | Jacques Laiguiller                |           | Seigneur du Boys et d'Épernay                                               |
| 1624                                     |                  | Jacques Pastureau                 |           | Seigneur des Granges et de la Roche                                         |
| 1625                                     |                  | Toussaint de la Rivière           |           | Seigneur de l'Oulme-Trou                                                    |
| 1626                                     |                  | Jean Dabillon                     |           | Seigneur de la Tuillière                                                    |
| 1627                                     |                  | Pierre Rousseau                   |           | Seigneur de la Place et des Mortiers                                        |
| 1628                                     |                  | Philippe Gaugain                  |           | Seigneur de Bernegoue                                                       |
| 1629                                     |                  | François Dabillon                 |           | Seigneur de la Limbaudière et de Champommier                                |
| 1630                                     |                  | Pierre de Villiers                |           | Seigneur de Chantemerle                                                     |
| 1631                                     |                  | Louis Coyault                     |           | Seigneur de Sainte-Marie et de la Bertrannerie                              |
| 1632                                     |                  | Jacques Coutocheau                |           | Seigneur des Roches, de Gallardon et de la Chaurrée                         |
| 1633                                     |                  | Jean Audouard                     |           | Seigneur de la Bigotterie, de la Grange et du Pin                           |
| 1634                                     |                  | René Morin                        |           | Seigneur de Port-Laydet                                                     |
| 1635                                     |                  | Jacques Jacquelinh                |           | Seigneur de Ligné                                                           |
| 1636                                     |                  | René Morin                        |           | Seigneur de Port-Laydet, 2e élection                                        |
| 1637                                     | 1638             | Jacques Jouslard                  |           | Seigneur de Chantecaille, 1re et 2e élections                               |
| 1639                                     |                  | Philippe Berland                  |           | Seigneur du Plessis                                                         |
| 1640                                     |                  | Pierre Leduc                      |           | Seigneur de Chéverrue et de Pouzay                                          |
| 1641                                     |                  | Jean Briand                       |           | Seigneur de la Martinière, de Thelouze et des Rataudières                   |
| 1642                                     |                  | Pierre Pastureau                  |           | Seigneur de Boutteville                                                     |
| 1643                                     |                  | Louis Migault                     |           | Seigneur de la Fontenelle                                                   |
| 1644                                     |                  | Pierre Clémanson                  |           | Seigneur de la Dortière                                                     |
| 1645                                     |                  | Jacques Piet                      |           | Seigneur de la Chagnée et de Piédefond                                      |
| 1646                                     |                  | Pierre Symon                      |           | Seigneur de la Figuasse et de la Touche                                     |
| 1647                                     |                  | Jean France                       |           | Seigneur de la Voûte                                                        |
| 1648                                     |                  | Jacques Thibault                  |           | Seigneur du Colombier                                                       |
| 1649                                     |                  | André Brunet                      |           | Seigneur de la Cibardière                                                   |
| 1650                                     |                  | Jean Bidault                      |           | Seigneur du Fief-Laydet et de la Chauvetière                                |
| 1651                                     |                  | Pierre Symonnault                 |           | Seigneur de Monzay et de Girassac                                           |
| 1652                                     |                  | Jacques Louveau                   |           | Seigneur du Mayré                                                           |
| 1653                                     |                  | Pierre Jouslain                   |           | Seigneur de Mérillé et de Boisrivet                                         |
| 1654                                     |                  | Antoine Chargé                    |           | Seigneur de la Crespelière                                                  |
| 1655                                     |                  | Pierre Françoys                   |           | Seigneur des Barrières et de Beauchamps                                     |
| 1656                                     |                  | Jean Pugnet                       |           | Seigneur de Boisvert                                                        |
| 1657                                     |                  | Isaac Marot                       |           | Seigneur de Villepain                                                       |
| 1658                                     |                  | Philippe Teille                   |           | Seigneur de Faugère                                                         |
| 1659                                     |                  | Jacques Brisset                   |           | Seigneur de l'Épinette                                                      |
| 1660                                     |                  | Pierre Bonneau                    |           | Seigneur de la Garette, de la Moye et de Noron                              |
| 1661                                     |                  | Raoul Blouin                      |           | Seigneur de Marçays                                                         |
| 1662                                     | 1663             | Jacques Brisset                   |           | Seigneur de l'Épinette 2e et 3e élections                                   |
| 1664                                     |                  | Charles Guyot                     |           | Seigneur de Luns                                                            |
| 1665                                     |                  | Jacques Turpault                  |           | Seigneur de la Brissonnière                                                 |
| 1666                                     |                  | Philippe Gaugain                  |           | Seigneur de Saur et de Bernegoue                                            |
| 1667                                     | 1668             | Jean Leroy                        |           | Seigneur de Forges 1re et 2e élections                                      |
| 1669                                     |                  | Pierre Cochon                     |           | Seigneur de Martigné, de l'Apparent et de la Bigaudière                     |
| 1670                                     |                  | Jean Chargé                       |           | Seigneur de l'Aubresay                                                      |
| 1671                                     |                  | Philippe Thibault                 |           | Seigneur du Meslier                                                         |
| 1672                                     |                  | Charles Guyot                     |           | Seigneur de Luns                                                            |
| 1673                                     | 1675             | Christophe Augier                 |           | Seigneur de la Terraudière                                                  |
| 1676                                     |                  | Pierre Joulaint ou Joulain        |           | Seigneur de Mérillé et de Boisrivé                                          |
| 1677                                     | élection annulée | André Ducrocq                     |           | Seigneur du Breuil                                                          |
| 1677                                     |                  | Pierre Joulain                    |           | Seigneur de Mérillé 2e élection                                             |
| 1678                                     |                  | Philippe Cochon                   |           | Seigneur du Puy                                                             |
| 1679                                     | 1681             | Jacques Fradet                    |           | Seigneur de Saint-Denis                                                     |
| 1681                                     | 1684             | Alexis Marsault                   |           | Seigneur de la Cailletière                                                  |
| 1685                                     |                  | Christophe Augier                 |           | Seigneur de la Terraudière                                                  |
| 1686                                     |                  | Philippe Piet                     |           | Seigneur de Piédefond                                                       |
| 1687                                     |                  | François Charton                  |           |                                                                             |
| 1688                                     |                  | Jacques Thibault                  |           | Seigneur de la Gaschère                                                     |
| 1689                                     |                  | Pierre Vaslet                     |           | Seigneur de Malleray                                                        |
| 1690                                     |                  | Laurent Chebrou                   |           | Seigneur des Loges, de la Roulière et du Petit-Château                      |
| 1691                                     |                  | Philippe Cochon                   |           | Seigneur du Puy 2e élection                                                 |
| 1692                                     |                  | Christophe Augier                 |           | Seigneur de la Terraudière 2e élection                                      |
| 1693                                     | 1718             | Jacques de Châteauneuf            |           | Seigneur de Pierre-Levée, de la Rivière et de la Goupillière                |
| 1718                                     |                  | François Desprez                  |           | Seigneur de la Potterie                                                     |
| 1719                                     |                  | François Vauguyon                 |           |                                                                             |
| 1720                                     |                  | Paul Esserteau                    |           | Seigneur de Chalusson                                                       |
| 1721                                     |                  | Alexandre Follet                  |           | Seigneur de Sainte-Ouenne                                                   |
| 1722                                     | 1724             | Jacques Arnault                   |           | Seigneur de Bonneuil                                                        |
| 1725                                     |                  | Pierre Palustre                   |           | Seigneur de Boisne, des Ardillers et du Couteau                             |
| 1726                                     | 1727             | Jean-Madeleine Chebrou            |           | Seigneur du Petit-Château                                                   |
| 1728                                     |                  | François Rouget                   |           | Seigneur de La Barbinière                                                   |
| 1729                                     | 1744             | Pierre Thibault                   |           | Seigneur de Boutteville                                                     |
| 1745                                     | 1749             | François Rouget                   |           | Seigneur de La Barbinière                                                   |
| 1749                                     | 1752             | Étienne Vaslet                    |           | Seigneur du Puisac                                                          |
| 1752                                     |                  | Jacques Arnault                   |           | Seigneur de Bonneuil                                                        |
| 1753                                     | 1765             | Jacques Étienne Rouget du Maignau |           |                                                                             |
| 1765                                     | 1769             | Antoine Perret                    |           | Seigneur du Coudray                                                         |
| 1769                                     | 1789             | Mathieu Rouget de Gourcez,        |           |                                                                             |

| Période                                  | Période               | Identité                           | Étiquette | Qualité                                                    |
| ---------------------------------------- | --------------------- | ---------------------------------- | --------- | ---------------------------------------------------------- |
| Les données manquantes sont à compléter. |                       |                                    |           |                                                            |
| janvier 1790                             |                       | Louis-Alexandre Jard-Panvillier    |           | Député                                                     |
| an II                                    |                       | J. Cruvelier                       |           |                                                            |
| an III                                   |                       | François-Noël Proust               |           |                                                            |
| an V                                     |                       | M.-A. Busseau                      |           |                                                            |
| an VI                                    |                       | M. Brisson                         |           |                                                            |
| an VII                                   |                       | M. Martin fils                     |           |                                                            |
| an VIII                                  |                       | M. Brisson                         |           |                                                            |
| an XII                                   |                       | Th.-J Main (refuse le poste)       |           |                                                            |
|                                          |                       | M. Demontigny                      |           |                                                            |
| 1808                                     |                       | M. Bouchet de Lingrimière          |           |                                                            |
| 1809                                     |                       | E. Busseau-Rouget                  |           |                                                            |
| 1811                                     |                       | M. Moriceau (par intérim)          |           |                                                            |
| 1812                                     |                       | M. Bernard-Chambinière             |           |                                                            |
| 1815                                     |                       | Jean-Victor Chebrou de La Roulière |           | Député                                                     |
| 1818                                     |                       | Emmanuel de Sainte-Hermine         |           | Comte Député                                               |
| 1826                                     |                       | Jean-Victor Chebrou de La Roulière |           | Député                                                     |
| 1830                                     |                       | M. Christin aîné (par intérim)     |           |                                                            |
| 1830                                     | 1835                  | Paul-François Proust               |           |                                                            |
| 1852                                     | 1865                  | Paul-François Proust               |           |                                                            |
| 1865                                     | 1871                  | Alfred Monnet                      |           | Député, Sénateur                                           |
| 1881                                     |                       | Antonin Proust                     |           | Député                                                     |
| 15 mai 1904                              | 1910                  | Émile Marot                        |           | Député                                                     |
| 1908                                     |                       | Ludovic Anatole Martin Bastard     |           |                                                            |
| 1912                                     |                       | Émile Cibiel                       |           |                                                            |
| 1917                                     |                       | Alphonse Boureau                   |           |                                                            |
| 1919                                     | 1925                  | Émile Marot                        |           | Député                                                     |
| 1925                                     |                       | Louis Frère                        |           |                                                            |
| 1932                                     |                       | Pierre Fouillet                    |           |                                                            |
| 1940                                     |                       | Émile Panou                        |           |                                                            |
| 1944                                     |                       | Émile Bèche                        | SFIO      | Député                                                     |
| 1947                                     | 1957                  | Félix Lelant                       | CNIP      | Sénateur                                                   |
| 1957                                     | 1971                  | Émile Bèche                        | SFIO      | Député                                                     |
| mars 1971                                | décembre 1985 (décès) | René Gaillard                      | PS        | Député                                                     |
| décembre 1985                            | janvier 2003          | Bernard Bellec                     | PS        | Président de la CA de Niort                                |
| janvier 2003                             | mars 2008             | Alain Baudin                       | PS        | 3e vice-président de la CA du Niortais Conseiller régional |
| mars 2008                                | 28 mars 2014          | Geneviève Gaillard                 | PS        | Présidente de la CA de Niort Députée                       |
| 28 mars 2014                             | En cours              | Jérôme Baloge,                     | PRV       | Président de la CA du Niortais                             |